# Baubigny (Manche)
Baubigny (Beaubigny bis 1998) ist eine französische Gemeinde mit 134 Einwohnern (Stand 1. Januar 2022) im Département Manche in der Region Normandie. Sie gehört zum Arrondissement Cherbourg und zum Kanton Les Pieux. Die Einwohner nennen sich Balbignaciens.

## Toponymie
Baubigny leitet sich aus dem romanischen Patronym Balbinus ab, gefolgt von der lateinischen Eigentumsnachsilbe  -acus.

## Geografie
Baubigny liegt auf der Halbinsel Cotentin rund 25 Kilometer südwestlich von Cherbourg-Octeville.
Angrenzende Gemeinden sind: Surtainville im Norden, Sénoville im Osten und Les Moitiers-d’Allonne im Süden.
Im Westen reicht das Gemeindegebiet bis an die Küste der Ärmelkanals. Ein Dünenmassiv erstreckt sich hier von Surtainville im Norden bis zum Kap von Carteret im Süden. Ein elf Kilometer langer Strand erstreckt sich vom Kap von Le Rozel bis zum Kap von Carteret im Süden. 1974 wurden die Dünen als Schutzzone ausgewiesen.
Die Gesteine stammen erdgeschichtlich aus dem Devon.

## Geschichte
Per Dekret vom 16. November 1998, wird Baubigny anstatt Beaubigny geschrieben.

## Bevölkerungsentwicklung
| Jahr      | 1962 | 1968 | 1975 | 1982 | 1990 | 1999 | 2011 | 2018 |
| Einwohner | 192  | 185  | 156  | 167  | 174  | 166  | 158  | 142  |

## Sehenswürdigkeiten
- Kirche Saint-Martin, aus dem  16. Jahrhundert: sie beherbergt eine Jungfrau mit Kind (vierge à l’enfant) aus dem 15. Jahrhundert, Monument historique
- Gutshaus Saint-Paul aus dem 18. Jahrhundert
- Gutshaus von Baubigny (16./17. Jahrhundert)